# トレインチ自由が丘

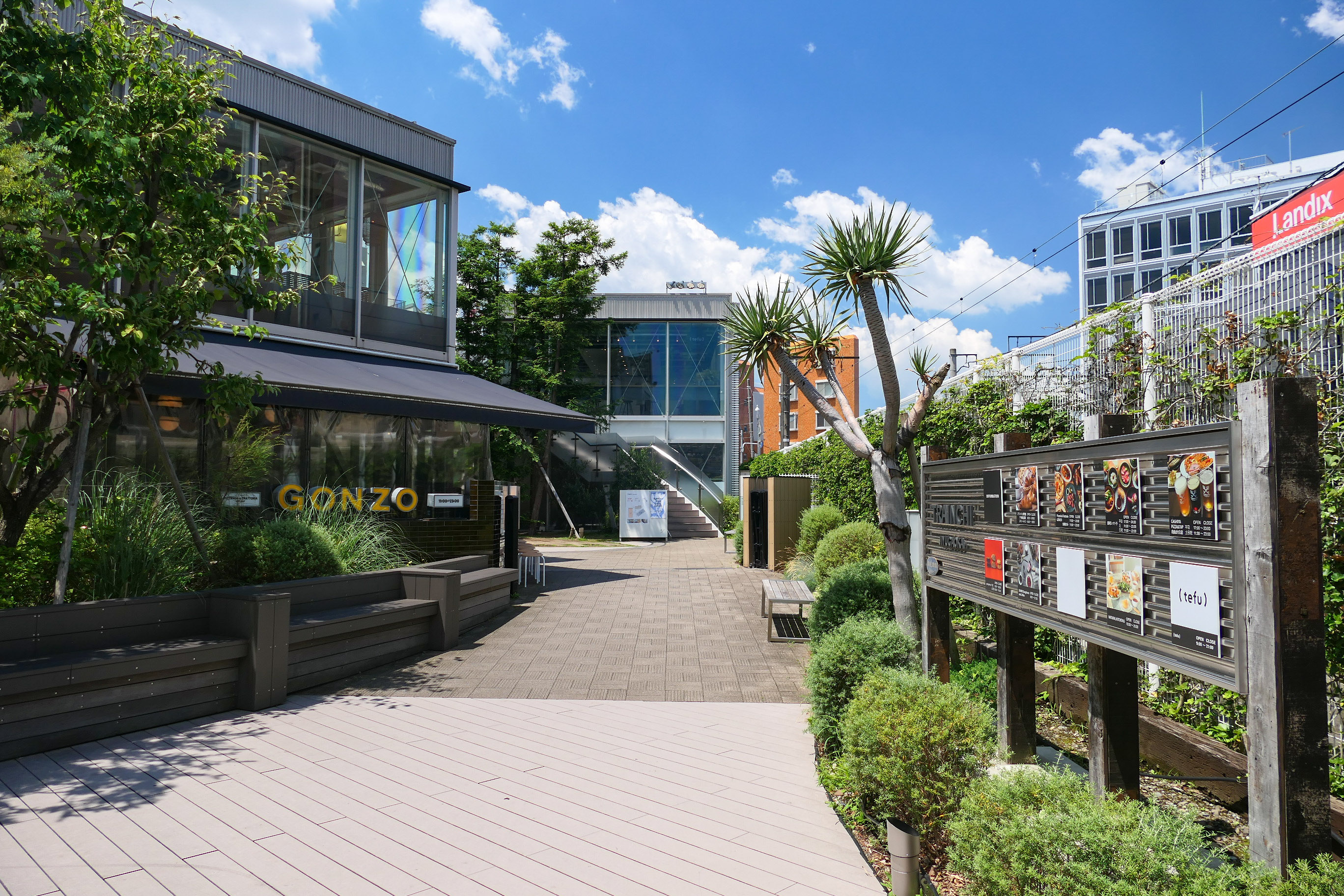
トレインチ自由が丘

トレインチ自由が丘（トレインチじゆうがおか、Trainchi Jiyugaoka）は、自由が丘駅の近接地にある東急グループの商業施設。施設建設を担当した東急電鉄と、テナント誘致や開業後の施設運営を受託した東急モールズデベロップメント (TMD) が共同で開設した。現在は東急が運営している。
最寄り駅は東急東横線・大井町線自由が丘駅（東京都目黒区に所在するが、世田谷区との区境付近にある）で、東急目黒線奥沢駅からも徒歩圏である。施設名称は「トレインチ自由が丘」だが、施設の所在地は、東京都目黒区自由が丘2丁目13-1と、東京都世田谷区奥沢5丁目42-3にまたがっており、後述のとおり敷地の大半は世田谷区内に所在する。

## 施設概要
地上2階建て（鉄骨造）で、店舗専用有料駐車場8台（機械式7台、平置き1台）を備える。地上1階（8区画）・2階（5区画）のフロアを、飲食店・雑貨・ファッション・インテリアなどのテナント13店舗で構成する。
敷地面積は2,004m2（目黒区側465m2、世田谷区側1,539m2）、延床面積（駐車場を除く）は1,210m2（目黒区側162m2、世田谷区側1,048m2）で、世田谷区側の面積の方が広くなっている。

### トレインチ自由が丘と自由が丘検車区
自由が丘駅に隣接する、東急大井町線の自由が丘車庫が廃止された跡地に建設されたショッピングモールで、電車の車庫跡地に建設されたこと、車庫廃止後も残された留置線に隣接していることが、施設名称「Trainchi トレインチ」（トレインのおうち）の由来となっている。店舗施設の看板などに使用されるシンボルマークも、電車が家に入って行くイラストが使用されている。
かつてこの地にあった自由が丘検車区は1966年に廃止され、検車区廃止後は自由が丘車庫として大井町線の車両が留置されていた。そうした建設経緯もあり、留置線の廃レールや枕木が店外の装飾に活用されている。

### 沿革
- 2006年10月26日 - 新規開業。雑貨やファッション、カフェなど、13店舗のテナントが出店[1]。
- 2017年8月3日 - 開業から10年余を経てリニューアルオープン、6店舗が新規出店[2][3][4]。

リニューアル時までに、開業時のテナントの大半が入れ替わっている。詳細は「#店舗一覧」を参照。
- 2019年3月31日 - 東京急行電鉄サイト「東急えきまちいいお店」、およびその中にあったトレインチ自由が丘公式サイトが閉鎖された。

## 店舗一覧
営業時間は、開業時は10時から20時まで（飲食店を除く）だったが、リニューアル後は店舗により異なる。
リニューアル後の現在の店舗、営業時間などの詳細は、公式サイトを参照。

### 開業時の店舗
出典：東急モールズデベロップメント ニュースリリース（2006年8月2日）
店舗の番号は、開業時のニュースリリースに合わせている。
1階
- 1. ブランジェ浅野屋（ベーカリーカフェ）
- 2. ロブロス（オープンダイニングカフェ）吉祥寺より出店。撤退
- 3. グレートランドリー（Tシャツショップ）撤退
- 4. ピローヌ by プチコキャン（フランス輸入雑貨）撤退
- 5. パオロ・ボトーニ（ビーズアクセサリー）撤退
- 6. ヴァニラデュー（レディスファッション）撤退
- 7. ディークチュール（アクセサリー・インテリア雑貨）
- 8. ビュル・デ・サボン（レディスファッション）撤退

2階
- 9. ワンズ（ホームファッション、家具・ファブリック）

※ニュースリリースでは店舗名は仮称となっている
- 10. ナチュラルプレンティ（現：ナチュラルキッチン）大阪心斎橋より出店
- 11. アリヴェデパール（インテリア雑貨）
- 12. カレルチャペック紅茶店（紅茶・ハーブティー・雑貨・絵本）吉祥寺より出店
- 13. アトリエニキティキ（ヨーロッパ輸入木製玩具）撤退

### リニューアル時の店舗（2017年8月3日）
出典：東京急行電鉄 ニュースリリース（2017年7月27日）
飲食店を中心に、6店舗が新規出店している。
店舗の番号はリニューアル時のニュースリリースに合わせており、施設内の店舗案内マップの番号に対応している。
1階
- 1. ブランジェ浅野屋（ベーカリーカフェ）開業時からの既存店
- 2. Osteria & Bar GONZO（イタリアンレストラン・バー）新規出店
- 2. 酒場シナトラ（和食居酒屋）新規出店

※両店舗で2区画使用、厨房が一体化している。同じ会社が経営（株式会社ジリオン、品川区上大崎）
- 3. コムクレープ（クレープ）富山市より新規出店
- 4. やなか珈琲店（焙煎コーヒー豆専門店）台東区谷中より新規出店
- 5. コレパン+絹屋（日本の伝統工芸品セレクトショップ）新規出店
- 6. ディークチュール（アクセサリー・インテリア雑貨）開業時からの既存店
- 7. 広尾アロボ HIROO arobö（雑貨・衣料品・食品）渋谷区広尾より新規出店

2階
- 8. ワンズテラス（ホームファッション・家具・ファブリック）開業時からの既存店
- 9. ナチュラルキッチン（100円ショップ）開業時からの既存店
- 10. アリヴェデパール（インテリア雑貨）開業時からの既存店
- 11. カレルチャペック紅茶店（紅茶・ハーブティー・雑貨・絵本）開業時からの既存店
- 12. デリシュー（レディースファッション）

※アリヴェデパール（開業時からの既存店）の姉妹店。リニューアル時の既存店

## アクセス
- 東急東横線・大井町線自由が丘駅南口より徒歩2分
  - 東急目黒線奥沢駅からも徒歩圏である。
- 有料駐車場：7台収容
- 駐輪場：約750台収容　トレインチのものではないが、目黒区側と世田谷区側に隣接して2箇所設置されている。
  - 目黒区立自由が丘駅南口駐輪場　

新システムの機械式地下駐輪場で2基設置されており、合計約250台の収容が可能。目黒区の所有する月極駐輪場である為、こちらは日極では利用できない。
  - 世田谷区立自由が丘駅第一自転車等駐車場　

2階建ての立体駐車場、自転車・バイク合わせて約500台の収容が可能。1階の一部と2階が月極駐輪場。1階の月極でない場所に駐輪可。